# Allochernes maroccanus
Espèce
Allochernes maroccanus est une espèce de pseudoscorpions de la famille des Chernetidae.

## Distribution
Cette espèce est endémique de la province d'Azilal au Maroc. Elle se rencontre dans la grotte du Caïd à Aït Mehammed.

## Description
Les mâles mesurent de 2,4 à 2,7 mm et la femelle 2,9 mm.

## Étymologie
Son nom d'espèce lui a été donné en référence au lieu de sa découverte, le Maroc.

## Publication originale
- Mahnert, 1976 : Zwei neue Pseudoskorpion-Arten (Arachnida, Pseudoscorpiones) aus marokkanischen Höhlen. International Journal of Speleology, vol. 8, p. 375-381.